# Fife
Il Fife (gaelico scozzese: Fìobh) è una Council area e contea storica della Scozia, situata tra il fiordo di Tay ed il fiordo di Forth sulla costa del mare del Nord, confinante internamente con Perth e Kinross e Clackmannanshire.

## Storia
La collina di Clatchard Craig, nei pressi di Newburgh, è stata una importante fortezza Pitti tra il VI e l'ottavo secolo d.C.
Fife è stato un importante centro politico del regno di Re Malcolm III, come i leader della Scozia si sono mossi a sud verso lontano dalle loro antiche fortificazioni attorno a Scone. Malcolm aveva la sua casa principale a Dunfermline e sua moglie Margaret era il principale benefattore dell'abbazia di Dunfermline. L'Abbazia sostituì Iona come ultimo luogo di riposo dell'élite reale scozzese, con Robert I tra quelli da seppellire.

## Geografia
- Abercrombie, Aberdour, Anstruther, Arncroach, Auchmuirbridge, Auchterderran, Auchtermuchty, Auchtertool
- Ballingry, Balmalcolm, Balmerino, Balmullo, Benarty, Blebo Craigs, Buckhaven, Burntisland
- Cairneyhill, Cardenden, Carnbee, Carnock, Cellardyke, Ceres, Chance Inn, Charlestown, Collessie, Cowdenbeath, Craigrothie, Crail, Crombie, Crossford, Crosshill, Culross, Cupar, Cupar Muir
- Dairsie, Dalgety Bay, Donibristle, Dunfermline, Dysart
- Elie ed Earlsferry, East Wemyss,
- Falkland, Freuchie, Forgan
- Gateside, Glenrothes, Grange of Lindores, Guardbridge
- Hillend
- Inverkeithing
- Kelty, Kemback, Kennoway, Kettlebridge, Kirkcaldy, Kilconquhar, Kilmany, Kilrenny, Kincardine, Kinghorn, Kinglassie, Kingsbarns, Kingseat, Kingskettle,
- Ladybank, Leslie, Leuchars, Leven, Letham, Limekilns, Lindores, Lochgelly, Loch Ore, Lower Largo, Lumphinnans, Lundin Links, Luthrie
- Markinch, Methil
- Newburgh, Newton of Falkland, Newport-on-Tay, North Queensferry, Newburn
- Oakley
- Peat Inn, Pitlessie, Pitscottie, Pittenweem,
- Rosyth
- Saline, Springfield, St Andrews, St Monans, Stratheden, Strathkinness, Strathmiglo, Star
- Tayport, Thornton, Torryburn
- Upper Largo
- West Wemyss, Woodhaven, Wormit
- High Valleyfield, Low Valleyfield